# Karanowo (obwód Burgas)
Karanowo (bułg. Караново) – wieś w południowo-wschodniej Bułgarii, w obwodzie Burgas, w gminie Ajtos. Według danych Narodowego Instytutu Statystycznego, 31 grudnia 2011 roku wieś liczyła 411 mieszkańców.

## Historia
W 1912 roku w czasie wojnen bałkańskich 1 mieszkaniec wstąpił do legionu Macedońsko-Adrianopolskiego

## Osoby urodzone w Karanowie
- Petyr Żitarow – były kmet Burgasu